# Lasioderma (насекомые)
Lasioderma — род жесткокрылых насекомых семейства точильщиков.

## Описание
Надкрылья в спутанных точках, которые не образуют правильных рядов. Переднеспинка маленькая, поперечная.

## Систематика
В составе рода:
- Lasioderma anatolica Zahradník, 1996
- Lasioderma aterrimum Roubal, 1917
- Lasioderma atrorubrum Toskina, 1999
- Lasioderma atrum Toskina, 1999
- Lasioderma baudii Schilsky, 1899
- Lasioderma serricorne (Fabricius, 1792)